# Torneo Regional
Il Torneo Regional era una delle due divisioni regionali che componevano la seconda serie del calcio argentino, insieme con la Primera B Metropolitana.
Le squadre del Torneo Regional erano affiliate indirettamente alla federazione calcistica dell'Argentina e provenivano dalle città esterne all'area della Grande Buenos Aires e della città di Rosario, le cui squadre partecipavano all'altra divisione regionale di seconda serie, la Primera B Metropolitana.

## Storia
La competizione nacque nel 1967 con il nome "Torneo Regional". Vista la riorganizzazione del sistema dei campionati argentini, che portò all'istituzione del Campionato Metropolitano e del Campionato Nacional, serviva un torneo che determinasse le formazioni qualificate al Campionato Nacional. Pertanto, venne creato il Torneo Regional, cui prendevano parte varie società provenienti dalla diverse province dell'Argentina. Inizialmente strutturato con un meccanismo a eliminazione diretta, negli anni 1970 vennero introdotti dei gironi all'italiana. Questa modalità di qualificazione durò fino al 1985, anno dell'ultima edizione del Nacional. L'ultima stagione disputata fu quella del 1985-1986: anziché fornire un posto per il Campionato Nacional, però, tale edizione garantì l'ingresso di 6 squadre alla Liguilla Pre-Libertadores.
Nel 1986 la competizione fu cessata, venendo sostituita dal Torneo del Interior.

## Albo d'oro
| Stagione | Campione |
| -------- | --- |
| 1967     | Central Córdoba (SdE) Chaco For Ever San Lorenzo (MdP) San Martín (M)                                                                                   |
| 1968     | Belgrano Huracán (IW) Independiente Rivadavia San Martín (T)                                                                                            |
| 1969     | Desamparados San Lorenzo (MdP) San Martín (M) San Martín (T) Talleres (C)                                                                               |
| 1970     | Gimnasia (J) San Martín (SJ) |
| 1971     | Central Córdoba (SdE) Don Orione Guaraní A.F. Huracán (CR) Huracán (IW) Juv. Antoniana San Martín (M)                                                   |
| 1972     | Bartolomé Mitre Desamparados Gimnasia (M) Independiente (T)                                                                                             |
| 1973     | Belgrano Chaco For Ever Cipolletti Gimnasia (J) Juv. Antoniana Kimberley (MdP)                                                                          |
| 1974     | Altos Homos Zapla Atlético Regina Chaco For Ever Central Norte (S) Desamparados Dep. Mandiyú Huracán (CR) Huracán (SR) J. Newbery (CR) Puerto Comercial |
| 1975     | Atl. Tucumán Bartolomé Mitre Belgrano Cipolletti J. Newbery (CR) Juventud Alianza                                                                       |
| 1976     | Atl. Ledesma Huracán (CR) San Martín (T) Sp. Patria (F)                                                                                                 |
| 1977     | Atl. Ledesma Cipolletti Los Andes Sarmiento (R) |
| 1978     | Atl. Ledesma Deportivo Roca Patronato San Martín (M) |
| 1979     | Atl. Ledesma Chaco For Ever Cipolletti Juv. Unida (SL)                                                                                                  |
| 1980     | A. Concepción Chaco For Ever Cipolletti Independiente Rivadavia                                                                                         |
| 1981     | Atl. Tucumán Guaraní A.F. Huracán (SR) Loma Negra |
| 1982     | A. Concepción Deportivo Roca Estudiantes (SdE) Guaraní A.F. Independiente Rivadavia Mariano Moreno Racing (C) Renato Cesarini                           |
| 1983     | Andino A. Concepción Atlético Santa Rosa Chaco For Ever Loma Negra Renato Cesarini                                                                      |
| 1984     | Atl. Ledesma Atlético Uruguay Estudiantes (RC) Ferro (GP) Olimpo Unión (GP)                                                                             |
| 1985     | Argentino (Firmat) Belgrano Central Norte (S) Cipolletti Guaraní A.F. Juventud Alianza Santamarina                                                      |
| 1985-86  | Alianza Cutral Có Belgrano Concepción FC (T) Guaraní A.F. Güemes (SdE) Olimpo                                                                           |